# Жиганск (аэропорт)
Аэропорт Жиганск — региональный аэропорт,  расположен в 2 км к северу от посёлка Жиганск в Якутии. Обеспечивает регулярное сообщение с региональным центром — Якутском, а также вертолётное сообщение с другими труднодоступными населёнными пунктами Жиганского улуса.

## Принимаемые типыВС
Ан-2, Ан-12, Ан-24, Ан-26, Ан-28, Ан-30, Ан-74, Л-410 и др. типы ВС 3-4 класса, вертолёты всех типов.

## Показатели деятельности
| год             | 2014  | 2015  | 2016  | 2017  |
| Тыс. пассажиров | 12,23 | 12,79 | 11,20 | 10,91 |
| Источники:      |       |       |       |       |